# Санта-Круш-ду-Дору
Санта-Круш-ду-Дору (порт. Santa Cruz do Douro)  —  район (фрегезия) в Португалии,  входит в округ Порту. Является составной частью муниципалитета  Байан. По старому административному делению входил в провинцию Дору-Литорал. Входит в экономико-статистический  субрегион Тамега, который входит в Северный регион. Население составляет 1803 человека на 2001 год. Занимает площадь 10,14 км².